# Банников, Константин Леонардович

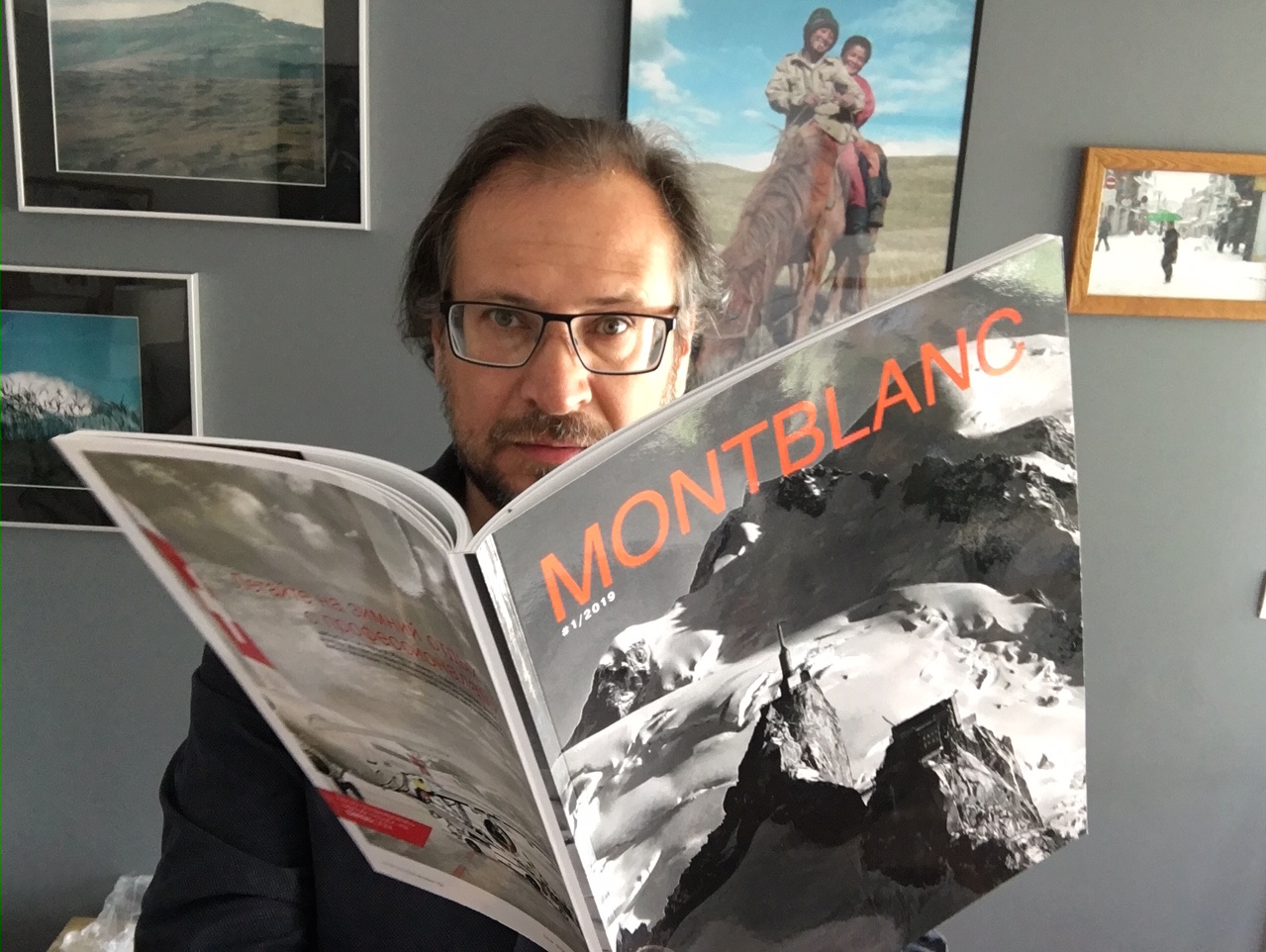
Издательская деятельность. Константин Банников и его авторский проект — журнал «Монблан» (Шамони, Франция), 2019 г.

Константи́н Леона́рдович Ба́нников (род. 16 сентября 1969, Новосибирск) — российский антрополог и археолог, журналист, фотограф, путешественник, доктор исторических наук. Один из авторов энциклопедии «Народы и религии мира» и Большой Российской энциклопедии. Автор концепции антропологии экстремальных групп. Исследователь мифоритуальных систем, теории культуры, социальной семиотики, когнитивной антропологии. Проводит полевые этнографические исследования народов Сибири, Крайнего Севера и Дальнего Востока.

## Биография
Окончил исторический факультет Новосибирского государственного педагогического института (1995), в том же году поступил в аспирантуру ИЭА РАН, где в 1999 году защитил кандидатскую диссертацию по этнографии Японии под научным руководством С. А. Арутюнова.
В 2009 году в Институте этнологии и антропологии имени Н. Н. Миклухо-Маклая РАН защитил диссертацию на соискание учёной степени доктора исторических наук по теме «Принципы культурогенеза в режимных сообществах. Социально-антропологический анализ российской армии второй половины XX века». Научный консультант — С. А. Арутюнов.
С 2000 по 2013 год читал лекции по культурной антропологии в РГГУ, ВШЭ и в Римском институте А. Т. Бек. Проводил исследования в Музее этнологии Осака (Япония) и Институте социальной антропологии им. Макса Планка (Германия). С 2002 по 2006 заведовал Отделом путешествий в газете «Иностранец» и занимался популяризацией наук о народах и культурах.
В настоящее время, ведущий научный сотрудник Института этнологии и антропологии РАН, член Европейского общества социальных антропологов (European Association of Social Anthropologists), руководитель хельсинкского независимого Центра антропологических исследований ARC, главный редактор ARC PRESS, член Международной федерации журналистов, (International Federation of Journalists, IFJ).
Автор и соавтор ряда научных и популярных книг о народах и культурах, в том числе монографии «Антропология экстремальных групп», энциклопедии «Народы и религии мира», историко-культурного Атласа Бурятии, иллюстрированного сборника этнографических этюдов «Фактор пространства», серии путеводителей «Destinations» и Travel Journal. Издает авторский журнал «MONTBLANC». Сферы интересов — мифоритуальные системы, социо- и культурогенез технологии формирования идеологий и субкультур, научный туризм, антропология экономики, популяризация науки.

## Научная деятельность

### Исследования на плато Укок
С 1991 по 1995 год К. Л. Банников — постоянный участник археологических исследований под руководством члена-корреспондента РАН Н. В. Полосьмак на плато Укок, в точке пересечения государственных границ России, Монголии, Китая и Казахстана, где были сделаны важнейшие открытия скифских курганов Пазырыкской культуры, повлиявшие на современное развитие культуры народов Республики Алтай. С 2000 года по настоящее время К. Л. Банников проводит социально-антропологическое исследование группы кочевников Укока.

### Японские исследования
Занимаясь мифоритуальными системами Японии в сотрудничестве с Музеем этнологии г. Осака, К. Л. Банников проводил полевые исследования в районе Ниси-Ёсино, где исследовал локальные культы гор и жизненных сил, и предложил гипотезу о когнитивной основе сакрализации, когда боги представляют собой образно выраженные категории мышления.

### Альпийские исследования
В настоящее время К. Л. Банников издает научно-популярный журнал MONTBLANC, занимается исследованиями устной истории и антропологией памяти в районе Шамони и Валле д’Аоста, где собрал уникальную коллекцию интервью с жителями селений с французской и итальянской сторон Монблана; часть этой работы в 2023 году вышла в виде книги «Шамони. Горы и люди. Антропология туризма в портретах и судьбах». С 2014 по 2019 год проводит в Валле д’Аосте Альпийскую летнюю школу культурной антропологии.

### «Антропология экстремальных групп»
Монография Банникова «Антропология экстремальных групп» об отношениях среди военнослужащих срочной службы Российской Армии издана в 2002 г. и вошла в список лучших изданий Российской Академии Наук, а само, введенное в научный оборот, понятие «экстремальные группы» — в число приоритетных исследовательских направлений. Как отмечает И. С. Кон, это «самая известная отечественная работа» на эту тему. Научная концепция заключается в том, что автор свой собственный срок службы в рядах Советской Армии воспринял как этнографическую экспедицию, и сделал неуставные отношения, известные как «дедовщина» предметом антропологического анализа.
В своей рецензии на книгу Р. М. Фрумкина пишет следующее:

Жил-был мальчик. Звали его Слава Войтенко. Мальчик стал юношей, юноша стал солдатом. Солдата морили голодом, избивали, обливали водой и выбрасывали на мороз. Он вытерпел. Его насиловали в попу и пытали электричеством. Он умер. Когда он умирал, у него, как у выживших узников Бухенвальда, не закрывался рот — это был скелет, обтянутый кожей. Вы, быть может, подумали, что Слава Войтенко попал в гестапо. Или в плен к талибам. Вовсе нет. Он был всего лишь рядовым российской армии, служил связистом на Камчатке. И его палачами были тоже солдаты, притом довольно обычные — не садисты и не уголовники. Уголовниками они станут позже, когда их посадят за убийство Славы Войтенко. Садистами они, надо полагать, тоже не родились— они ими стали. А вот как и почему — об этом можно узнать из книги К. Л. Банникова. <…> Работа Константина Леонардовича Банникова — это научное социологическое и антропологическое исследование группы. Неслучайно ответственным редактором книги является наш крупнейший этнограф С. А. Арутюнов. У него и у профессора Н. Л. Жуковской автор научился методам анализа культурогенеза архаических сообществ. Эти методы оказались полезным инструментом при изучении экстремальных состояний общественного сознания, типичных для групп, где каркасом системы ценностей является идеология насилия.

Объектом изучения автора является не воюющая армия, а российская армия мирного времени, находящаяся в казармах. Казармы (как и тюрьмы) — это институт цивилизованного, то есть неархаического общества. Люди в казармах собраны в результате насильственного призыва, без учёта их личной воли, культурной принадлежности и планов на дальнейшую жизнь. Они лишены всякого выбора и проявлений собственных намерений или склонностей, они вынуждены постоянно быть вместе: есть, спать, мыться, отправлять естественные надобности. Но даже искусственно созданная социальная группа не остается бесструктурной: она неизбежно конституирует свою внутреннюю организацию и поддерживает её, пусть ценой распада всех прежних связей и прежней культуры.
Высоко оценивая работу Банникова, Фрумкина резюмирует:

Константин Банников — учёный, и потому он не ставил своей задачей «давать советы начальству». Но он поставил диагноз. Будем благодарны ему за это.

По мнению публициста Александра Трифонова, труд Банникова очень важен для понимания феномена дедовщины:

Первым брешь в заговоре молчания вокруг истинных причин и значения это явления пробил этнограф Константин Банников.

## Научные труды

### Диссертации
- Банников К. Л. Архаические мифоритуальные системы в формировании и развитии традиционной японской культуры. / : Диссертация на соискание ученой степени кандидата исторических наук : 07.00.07. — Институт этнологии и антропологии имени Н. Н. Миклухо-Маклая РАН, 1999.
- Банников К. Л. Принципы культурогенеза в режимных сообществах. Социально-антропологический анализ российской армии второй половины XX века / : диссертация … доктора исторических наук : 07.00.07. — Институт этнологии и антропологии имени Н. Н. Миклухо-Маклая РАН, 2009. — 389 с.

### Монографии, энциклопедии, популярные издания
- Банников К. Л. Антропология экстремальных групп. Программа курса для специальности «социальная антропология». — М.:РГГУ, 2000. — 24 с.
- Bannikov K. L. The Anthropology of Outlying Groups. — Moscow: IEA RAS, 2000. — 62 с.
- Банников К. Л. Антропология экстремальных групп. Доминантные отношения военнослужащих срочной службы Российской Армии. — М.: Институт этнологии и антропологии РАН, 2002. — 400 с.
- Банников К. Л. Фактор пространства. Этнографические этюды. — М.: «МедиаБазар», 2010
- Банников К. Л. Едем в Альпы! (Иллюстрированное издание в 10 томах серии DESTINATIONS). Москва: BMG — Хельсинки: ARC, 2010—2015
- Арутюнов С. А. Жизнь как текст. (Отв. ред. Банников К. Л.) — Хельсинки: ARC, 2012
- Историко-культурный атлас Бурятии. (Банников К. Л. — член коллектива авторов, редактор, фотограф) — М.: ДИК, 2001
- Арктика — мой дом. Полярная энциклопедия школьника. Иллюстрированное издание в 3 томах. (Банников К. Л. — член коллектива авторов) — М.: «Северные просторы», 2001
- Народы и религии мира. (Банников К. Л. — член коллектива авторов) — М.: БРЭ, 1998
- Арутюнов, Сергей Александрович : [арх. 25 августа 2022] / Банников К. Л. // Анкилоз — Банка [Электронный ресурс]. — 2005. — С. 296—297. — (Большая российская энциклопедия : [в 35 т.] / гл. ред. Ю. С. Осипов ; 2004—2017, т. 2). — ISBN 5-85270-330-3.

### Статьи
- Банников К. Л. Отношение мифопоэтического и правового сознания в традиционной картине мира // Обычное право и правовой плюрализм. — М., 1997. — С. 35—39.
- Банников К. Л. Наука и шаманство: диалог мировоззрений // Восток. — 1997. — № 5. — С.72-80.
- Банников К. Л. Представления о жизненной силе в традиционных японских верованиях // Этнографическое обозрение. — 1997. — № 3. — C.86—94.
- Банников К. Л., Месштыб Н. А. VIII Международный конгресс «Общества охотников и собирателей» CHAGS-8. // Этнографическое обозрение. — 1998. — № 6. — C.130—134
- Банников К. Л. Культ предков. Социальный, политический, мировоззренческий аспекты // Этнос и религия. — М.: ИЭА РАН, 1998. — С. 78—84
- Банников К. Л. Антропологическая проблематика в поэзии бардов России второй половины — конца XX века // Этнические стереотипы в меняющемся мире. — М.: ИЭА РАН, 1998. — С.111—131
- Банников К. Л. Сэкай кюсэй-кё // Народы и религии мира: Энциклопедия / Гл. ред. В. А. Тишков. Редкол.: О. Ю. Артемова, С. А. Арутюнов, А. Н. Кожановский, В. М. Макаревич (зам гл. ред.), В. А. Попов, П. И. Пучков (зам гл. ред.), Г. Ю. Ситнянский.. — М.: Большая Российская энциклопедия, 1998. — С. 836—837. — 928 с. — ISBN 5-85270-155-6.
- Банников К. Л. Фусо-кё // Народы и религии мира: Энциклопедия / Гл. ред. В. А. Тишков. Редкол.: О. Ю. Артемова, С. А. Арутюнов, А. Н. Кожановский, В. М. Макаревич (зам гл. ред.), В. А. Попов, П. И. Пучков (зам гл. ред.), Г. Ю. Ситнянский.. — М., 1998. — С. 848. — 928 с. — ISBN 5-85270-155-6.
- Банников К. Л. Образы трансцендентного в ритуальном искусстве // Шаманизм и иные верования и практики. — М.: ИЭА РАН, 1999. — С. 150—172.
- Банников К. Л., Месштыб Н. А. Международный конгресс «История Арктики и субарктических регионов» // Этнографическое обозрение. — 1999. — № 1. — C. 145—147
- Банников К. Л. Армия глазами антрополога. К исследованию экстремальных групп // Мир России. — 2000. — № 4. — С. 125—134
- Bannikov K. L. Nuclear Power and the Ecology of Indigenous Culture in the Russian Far East // Aspects of Arctic and Sub-Arctic History (Ed.by I.Sigurdsson and J.Skaptason) Reykjavik, 2000. — P. 251—262
- Банников К. Л. Антропология экстремальных групп. Доминантные отношения среди военнослужащих срочной службы Российской Армии (недоступная ссылка) // Этнографическое обозрение. — 2001. — № 1.
- Банников К. Л. Смех и юмор в экстремальных группах (на примере некоторых аспектов доминантных отношений в современной Российской Армии) // Смех: истоки и функции. (Ред. А. Г. Козинцев) — СПб.: Наука, 2002. — С. 174—186
- Банников К. Л. Люди в казармах. Антропологический парадокс // Индекс. — 2003. — № 19. —С. 207—217
- Bannikov K. L. Il Terapeuta Sciamano: per Una Contaminazione Possibile // Idee in Psichiatria. — Vol. 4. — №.1. Gennaio-Aprile 2004. — P. 9—14
- Банников К. Л., Кузнецова Е. А. В бесконечности невоплощенных смыслов. // Наука из первых рук. — 2004. — № 2. — С.136—149.
- Банников К. Л. Режимный социум. Антропология деструктивности // Археолог: детектив и мыслитель. (Сборник статей, посвященный 77-летию Л. С. Клейна. Отв.ред. Вишняцкий Л. Б., Ковалев А. А., Щеглова О. А.). — СПб.: Издательство Санкт-Петербургского университета, 2004. — С. 490—499
- Банников К. Л. «Потому что абсурдно…» Семиотика насилия в метаморфозах социогенеза // Одиссей. — 2005. — C. 261—278
- Банников К. Л. Формат казармы. Метаморфозы культуры в режимных сообществах // Отечественные записки. — 2005. — № 5 (26). — С. 228—243.
- Банников К. Л. Жизнь в эпицентре. Социокультурный резонанс сейсмических процессов Горного Алтая 2003—2004 гг. // Полевые исследования института этнологии и антропологии. 2003 год. (Ответственный редактор З. П. Соколова) — М.: Наука, 2005. — С. 13—20.
- Банников К. Л. Зачем кочевнику недвижимость? Пространственное восприятие номадов в ситуациях перехода к оседлости // Полевые исследования института этнологии и антропологии. 2004 год. (Ответственный редактор З. П. Соколова) — М.: Наука, 2006. — С. 3—13.
- Bannikov K. L. Regimented Communities in a Civil Society // «Dedovschina» in the Post-Soviet Military. Hazing of Russian Army Conscripts in a Comparative Perspective. (Ed. By F. Dauce and E. Sieca-Kozlowski). — Stuttgart: Ibidem-Verlag, 2006. P. 29—46
- Банников К. Л. Стойкие солдатики с оловянными глазами. Механизмы культуры в механическом социуме // Социальная реальность. — 2006. — № 7—8. — С.24—37
- Банников К. Л. Люди плато Укок. Из Полевого дневника этнографической экспедиции 2004—2006 гг. // Полевые исследования института этнологии и антропологии. 2005 год. (Ответственный редактор З. П. Соколова) — М.: Наука, 2007. — С. 278—292
- Банников К. Л. Традиционная культура в эпоху глобальных трансформаций // Расы и народы. — 2007, вып.33. — М.: Наука. — С.90—110.
- Банников К. Л. Спиритуальные представления чабанов плато Укок // Социальная реальность. — 2008. — № 5. — С.22—35
- Банников К. Л. Социальная фотосессия. Как фотографировать людей, если ты не фотограф, а исследователь? // Социальная реальность. — 2008. — № 10. — С.10—25
- Bannikov K. L. Some Ideas on the Principles of Sacral Shaped Areas of the Mohe: Tpward the Reconstruction of Cosmography in Ethnological Methodology // Human-Nature Relations and the Historical Backgrounds of Hunter-Gatherer Cultures in Northeast Asian Forests. (Ed.by Shiro Sasaki). Senri Ethnological Studies. Issue 72. — Osaka: National Museum of Ethnology, 2009. — P. 153—160